# La Ballade des Dalton (histoire)
Pour les articles homonymes, voir La Ballade des Dalton (homonymie).
La Ballade des Dalton est la soixante-douzième histoire de la série Lucky Luke par Morris et René Goscinny. Adaptée du dessin animé La Ballade des Dalton, elle est publiée pour la première fois en 1978, du no 500 au no 502 du journal Pif Gadget, puis, en 1986, dans l'album La Ballade des Dalton et autres histoires, aux éditions Dargaud.

## Univers

### Synopsis
Toujours au pénitencier, les Dalton (Joe, William, Jack et Averell) apprennent que leur oncle Henry (un bandit comme eux) a été pendu pour ses crimes et qu'il leur lègue tout ce qu'il possédait, à condition qu'ils assassinent le juge et les huit jurés qui l'ont condamné. 
Une fois de plus, les quatre frères s'évadent et partent à la recherche des neuf cibles en entrainant avec eux le chien du pénitencier Rantanplan. Seule ombre au tableau pour les Dalton : leur oncle Henry a exigé que Lucky Luke soit témoin des neuf meurtres. Les Dalton capturent le cow-boy et l'obligent à venir avec eux. 
Lucky Luke doit donc trouver à chaque fois un moyen d'empêcher les quatre hors-la-loi d'éliminer leur cible, sans que ces derniers s'en aperçoivent.

### Personnages
- Lucky Luke
- Joe Dalton
- William et Jack Dalton
- Averell Dalton
- Rantanplan

## Historique
Plusieurs ouvrages sont parus en relation avec ce film.
- En 1978, sort un livre grand format de 60 pages avec l'histoire du film sous forme d'un texte rédigé par Guy Vidal et agrémenté des images du film. Cet ouvrage sera réédité en 1981 au format album venant intégrer la série standard (T17 La Ballade des Dalton).

- En 1978 toujours, La Ballade des Dalton est adapté dans la collection 16/22, sous forme de bande dessinée par le studio Dargaud. Les dessins sont de Pascal Dabère (non crédité). Cette BD sera rééditée au format album en 1986 venant intégrer elle aussi la série standard (T25 La Ballade des Dalton et autres histoires)